# لحلاح عديد الأزهار
اللحلاح عديد الأزهار (باللاتينية: Colchicum multiflorum) نوع نباتي يتبع جنس اللحلاح من الفصيلة اللحلاحية.

## الموئل والانتشار
موطنه إسبانيا والبرتغال.

## الوصف النباتي
النبات عشبي معمر. النبات سام كبقية أنواع اللحلاح.